# Idactus konso
Idactus konso är en skalbaggsart som beskrevs av Reé Michel Quentin och Jean François Villiers 1981. Idactus konso ingår i släktet Idactus och familjen långhorningar. Inga underarter finns listade i Catalogue of Life.